# Petro Tyszczenko
Petro Hryhorowycz Tyszczenko, ukr. Петро Григорович Тищенко, ros. Пётр Григорьевич Тищенко, Piotr Grigorjewicz Tiszczienko (ur. 10 stycznia 1925 w Zaporożu, Ukraińska SRR, zm. 27 lipca 2012 w Zaporożu, Ukraina) – ukraiński piłkarz, grający na pozycji obrońcy, trener piłkarski.

## Kariera piłkarska
Po ataku Niemiec na ZSRR zgłosił się jako ochotnik do Armii Radzieckiej. Wiele razy był ranny, odznaczony 15 bojowymi nagrodami. Walcząc na froncie doszedł do Bułgarii, gdzie został zdemobilizowany w 1946 roku. W 1947 rozpoczął karierę piłkarską w drużynie Bilszowyk Zaporoże, który potem zmienił nazwę na Łokomotyw. W 1950 został zaproszony do Dynama Kijów. W 1951 bronił barw Torpedo Gorki, ale w następnym roku powrócił do Dynama Kijów. W 1955 przeszedł do Metałurha Zaporoże, w którym zakończył karierę piłkarza.

## Kariera trenerska
Po zakończeniu kariery piłkarskiej w rozpoczął pracę szkoleniowca. Od 1956 do 1957 pomagał trenować Metałurh Zaporoże, a od lipca 1958 do czerwca 1959 prowadził zaporoski klub. Trenował studencką reprezentację ZSRR. W 1960 stał na czele Burewisnyka Melitopol, którym kierował do 1966 (od 1965 nazywał się Spartak).  W latach 1967–1970 ponownie pomagał trenować piłkarzy Metałurha. Przez wiele lat pracował z dziećmi w Szkole Sportowej Metałurh Zaporoże.
27 lipca 2012 zmarł w Zaporożu w wieku 87 lat.

## Sukcesy i odznaczenia

### Sukcesy piłkarskie
Dynamo Kijów
- wicemistrz ZSRR: 1952

### Sukcesy trenerskie
Metałurh Zaporoże (juniorzy)
- mistrz ZSRR: 1957

studencka reprezentacja obwodu zaporoskiego
- mistrz ZSRR: 1960

studencka reprezentacja ZSRR
- brązowy medalista Mistrzostw Europy: 1962

Burewisnyk Melitopol
- finalista Pucharu Ukraińskiej SRR wśród amatorów: 1962

Metałurh Zaporoże (jako asystent)
- mistrz Ukraińskiej SRR: 1970

### Sukcesy indywidualne
- wybrany do listy najlepszych piłkarzy roku w ZSRR: Nr 1 (1952)

### Odznaczenia
- tytuł Mistrza Sportu ZSRR: 1952
- tytuł Zasłużonego Trenera Ukraińskiej SRR: 1962
- Order Wojny Ojczyźnianej I i II klasy
- wiele medali bojowych.